# Drosophila macquarti
Drosophila macquarti este o specie de muște din genul Drosophila, familia Drosophilidae, descrisă de Wheeler în anul 1981.
Este endemică în Algeria. Conform Catalogue of Life specia Drosophila macquarti nu are subspecii cunoscute.